# Crash (album The Human League)
Crash – album zespołu The Human League wydany w 1986 roku.

## Lista utworów
1. „Money” – 3:54
2. „Swang” – 4:36
3. „Human” – 4:25
4. „Jam” – 4:20
5. „Are You Ever Coming Back?” – 4:53
6. „I Need Your Loving” – 3:42
7. „Party” – 4:29
8. „Love on the Run” – 3:53
9. „The Real Thing” – 4:17
10. „Love Is All That Matters” – 6:05

## Single
- 1986: „Human”
- 1986: „I Need Your Loving”
- 1987: „Love Is All That Matters”